# Camas (Sevilla)
Camas ist eine spanische Gemeinde in der andalusischen Provinz Sevilla mit 28.705 Einwohnern (Stand: 2024).
Camas ist unter anderem der Geburtsort des Fußballstars Sergio Ramos, er wurde am 30. März 1986 geboren. Auch Jesús Capitán, ebenfalls Fußballer, und der Stierkämpfer (Torero) Paco Camino wurden in Camas geboren.